# Pardosa clavipalpis
Pardosa clavipalpis este o specie de păianjeni din genul Pardosa, familia Lycosidae, descrisă de Purcell, 1903. Conform Catalogue of Life specia Pardosa clavipalpis nu are subspecii cunoscute.